# San Antonio Aguas Calientes
San Antonio Aguas Calientes är en kommunhuvudort i Guatemala.   Den ligger i departementet Departamento de Sacatepéquez, i den sydvästra delen av landet, 30 km väster om huvudstaden Guatemala City. San Antonio Aguas Calientes ligger 1 588 meter över havet och antalet invånare är 7 811.
Terrängen runt San Antonio Aguas Calientes är kuperad åt nordväst, men åt sydost är den bergig. Runt San Antonio Aguas Calientes är det tätbefolkat, med 476 invånare per kvadratkilometer. Närmaste större samhälle är Villa Nueva, 19,6 km öster om San Antonio Aguas Calientes. I omgivningarna runt San Antonio Aguas Calientes växer i huvudsak städsegrön lövskog.